# Telaga Kecil
Telaga Kecil is een bestuurslaag in het regentschap Kepulauan Anambas van de provincie Riau-archipel, Indonesië. Telaga Kecil telt 199 inwoners (volkstelling 2010).